# أندرس هولم
أندرس هولم (بالإنجليزية: Anders Holm)‏ مواليد 29 مايو 1981 في إيفانستون، هو ممثل ومنتج وكوميدي وكاتب سيناريو أمريكي بدأ مسيرته الفنية سنة 2003. درس في جامعة ويسكونسن-ماديسون.

## الأعمال

### أفلام
- جيران (2014) (بدور: بير بونغ غاي #3)
- أفضل خمسة (2014) (بدور: براد)
- خطيئة متأصلة (2014)
- المقابلة (2014) (بدور: جيك)
- المتدرب (2015) (بدور: مات)
- كيف تكون عازبا (2016) (بدور: توم)
- حفلة نقانق (2016)

### مسلسلات
- مدمني العمل (2011)
- كي وبيل (2012)
- مودرن فاميلي (2013) (بدور: زاك)
- ذا ميندي بروجيكت (2013)
- عائلة بلوث (2013)
- أميريكان داد! (2014)
- بروكلين ناين-ناين (2015)

## روابط خارجية
- أندرس هولم على موقع IMDb (الإنجليزية)
- أندرس هولم على موقع ألو سيني (الفرنسية)
- أندرس هولم على موقع ميوزك برينز (الإنجليزية)
- أندرس هولم على موقع أول موفي (الإنجليزية)
- أندرس هولم على موقع قاعدة بيانات الفيلم (الإنجليزية)
- أندرس هولم على موقع كينوبويسك (الروسية)